# Židovský hřbitov v Mořině
Židovský hřbitov v Mořině, nacházející se ve svahu nad obcí, byl založen v letech 1735-1736. Dochovalo se na něm zhruba 200 náhrobků barokního a klasicistního typu. Nejstarší, ještě čitelný náhrobek je z roku 1741. Pohřbívalo se zde do 30. let 20. století. Na márnici se nachází latinsko-hebrejská pamětní deska. Částečně byla opravena hřbitovní zeď a márnice. Hřbitov je dobře přístupný, vedlejší cestou od návsi. V obci se také nacházela modlitebna.
Je chráněn jako kulturní památka České republiky.